# Lepthoplosternum stellatum
Lepthoplosternum stellatum is een straalvinnige vissensoort uit de familie van de pantsermeervallen (Callichthyidae). De wetenschappelijke naam van de soort is voor het eerst geldig gepubliceerd in 2005 door Reis & Kaefer.